# Megàlit

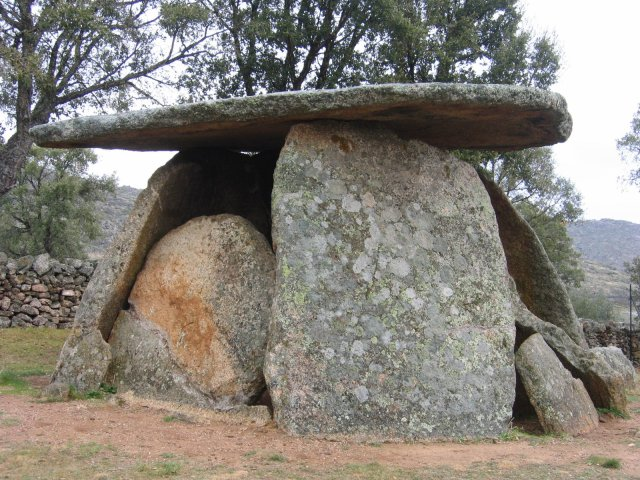
Dolmen a Valencia de Alcántara (Cáceres, Espanya).

Els megàlits, del grec μέγασ, Megas (gran) i λίθοσ, lithos (pedra), són construccions caracteritzades per l'ús d'enormes pedres escassament desbastades. Els elements constructius no es col·locaven formant filades, com a les construccions ciclòpies sinó que s'utilitzaven grans blocs allargats que es disposaven en posició vertical. En el cas dels dòlmens (grans tombes monumentals) s'empraven grans lloses verticals per fer les parets, i el sostre es construïa normalment amb una única llosa horitzontal. El tret cultural caracteritzat per la construcció d'aquestes estructures s'anomena megalitisme. El megalitisme es va desenvolupar a l'Europa occidental i el Magrib durant el Neolític i el Calcolític, però també a altres parts del món, com l'Àfrica subsahariana, Àsia o Oceania, en altres moments de la història i de forma independent.

## Tipus de megàlits

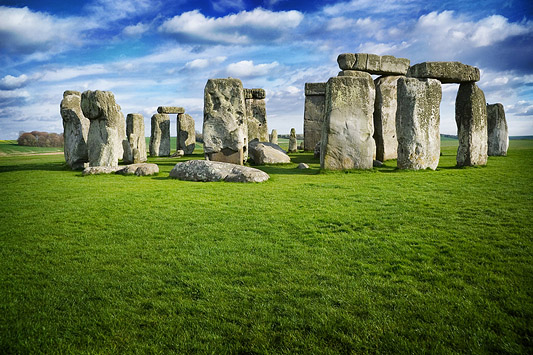
Stonehenge, (a Wiltshire, Gran Bretanya). És una de les estructures megalítiques més conegudes del món.

Els seus tipus bàsics són el menhir i el dolmen, però el seu agrupament, la combinació d'ambdós o una major complexitat, donen lloc a una tipologia més variada en la qual trobem  alineaments (com el de Carnac, a França), cromlecs (com el Stonehenge, a Anglaterra) i dòlmens de corredor i cambra.
La paraula  menhir  procedeix del bretó, idioma en el qual significa "pedra llarga" (de men  o  maen  = pedra i  hir  = llarga). Consisteix en un únic megàlit (monòlit) clavat a terra verticalment i no se li pot adjudicar un ús clarament funerari. De vegades es presenten agrupats en fileres, donant lloc a un  alineament  com el de Carnac, també poden presentar-se formant cercles constituint llavors un  cromlec , els exemples més sofisticats són els henges  d'Anglaterra.
Més complex que el menhir és el dolmen , terme procedent també del bretó que significa « taula de pedra » (de dol  = taula i  men  = pedra). El dolmen està format per dos o més ortostats sobre els quals es recolza una llosa col·locada horitzontalment.
Una varietat més complexa d'aquest últim tipus és el  dolmen de corredor i cambra , que consta d'un passadís o galeria que condueix fins a una o dues càmeres. Tant el passadís com la càmera poden presentar un plànol regular o irregular, els de passadís regular porten a una càmera també regular, i ben diferenciada, de forma circular o quadrada, que també pot estar coberta no per megàlits sinó per una falsa volta, com passa a Los Millares (Almeria). A vegades apareix una càmara secundària i més petita situada en el mateix eix longitudinal de l'edificació i comunicada amb la principal mitjançant un altre curt passadís. En els de planta irregular no hi ha separació clara entre passadís i càmera, semblant aquesta un mer eixamplament del passadís, a diferència dels regulars la seva coberta és amb llinda i està formada per grans lloses. En tots els casos aquest tipus de construccions van estar recoberts per un túmul de terra de diversos metres de diàmetre, com turons artificials, que els donen aspecte de cova, motiu pel qual, de vegades i popularment, se'ls denomina " coves ".

## Procés de construcció d'un megàlit

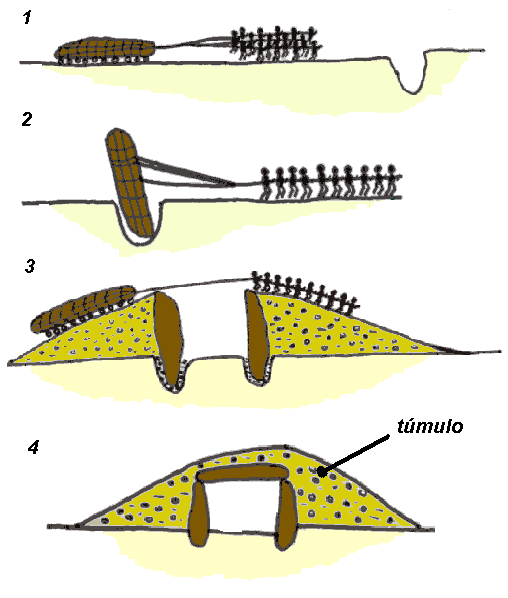
Procés de construcció d'un megàlit.

El procés de construcció d'un megàlit comença en una pedrera d'on s'extreien els grans blocs de pedra. Per trencar la pedra es sotmetia a bruscs canvis de temperatura. S'inserien a la pedra tascons de fusta impregnats de greix i es feien cremar. Tot seguit s'hi afegia aigua freda i s'apagava el foc. L'extracció final es realitzava amb tascons i maces.
El transport podia ser molt dificultós perquè les pedreres podien estar molt allunyades del lloc on s'havia d'aixecar el megàlit. El procés de transport s'efectuava amb la força humana, ajudant-se de corrons de fusta i cordes vegetals.
Un cop havien portat els monòlits fins al lloc escollit, es cavava un clot per posar-hi el bloc verticalment amb l'ajuda de cordes, després s'omplia el forat de terra o pedres petites per fixar-lo fermament.
Si es construïa un menhir, el procés estava acabat, però per fer un dolmen s'havia de fer un terraplè a banda i banda dels blocs verticals per poder transportar el bloc horitzontal i col·locar-lo correctament al capdamunt. Després es cobria de terra que, sumada a la dels terraplens, donava lloc al túmul.
Aquesta hipòtesi de construcció ha estat comprovada en la pràctica per diversos equips d'investigació, entre ells el de J. P. Mohen, que el 1979 va construir a França un dolmen valent-se de dos-cents homes, la llosa superior del qual tenia un pes de 32 tones.
Estudis realitzats a Wessex, al sud d'Anglaterra, van mostrar que construir la fase final de Stonehenge va exigir uns 30 milions d'hores de treball, dutes a terme per una mà d'obra procedent de tota la regió. Per al gran túmul de Silbury Hill, a la mateixa regió, es van necessitar 18 milions d'hores i va ser aixecat en només dos anys, segons el seu excavador. Cadascun dels henges menors de Wessex va suposar l'ordre d'un milió d'hores de feina, o el que seria el mateix, 300 persones treballant durant un any sencer.